# Buceros
Buceros – rodzaj ptaków z rodziny dzioborożców (Bucerotidae).

## Zasięg występowania
Rodzaj obejmuje gatunki występujące w Azji Południowej i Południowo-Wschodniej.

## Morfologia
Długość ciała 60–105 cm; masa ciała samic 1017–3350 g, samców 1185–3400 g.

## Systematyka

### Etymologia
- Buceros: łac. bucerus „rogaty jak wół”, od gr. βουκερως boukerōs „rogaty jak wół”, od βους bous „wół”; κερας keras, κερως kerōs „róg”[12].
- Tragopan: łac. tragopan, tragopanis „bajkowy, rogaty i fioletowogłowy ptak” wymieniony przez Pliniusza i Pomponiusza Mela, od gr. τραγοπαν tragopan, τραγοπανος tragopanos „nieznany duży, etiopski ptak”, być może dzioborożec[12]. Gatunek typowy: Buceros rhinoceros Linnaeus, 1758.
- Diramphus: gr. δις dis „dwukrotny”, od δυο duo „dwa”; ῥαμφος rhamphos „dziób”[12]. Najwyraźniej bazuje na Buceros bicornis Linnaeus, 1758.
- Hydrocorax: gr. ὑδρο- hudro- „wodny”, od ὑδωρ hudōr, ὑδατος hudatos „woda”; κοραξ korax, κορακος korakos „kruk”, od κρωζω krōzō „krakać”[12]. Gatunek typowy: Buceros hydrocorax Linnaeus, 1766.
- Calao: filipińska nazwa Calao dla dzioborożca rdzawogłowego (McGregor w 1909 wymienia Calao i Cao jako nazwy dla tego dzioborożca odpowiednio w Manili i na Boholu)[12]. Gatunek typowy: Buceros rhinoceros Linnaeus.
- Dichoceros: gr. διχως dikhōs „podwójnie, dwojako”, od δις dis „dwa razy”, od δυο duo „dwa”; κερας keras, κερως kerōs „róg”[12]. Gatunek typowy: Buceros cavatus Shaw, 18212 (= Buceros bicornis Linnaeus, 1758).
- Meniceros: gr. μηνη mēnē „księżyc”; κερας keras, κερως kerōs „róg”[12]. Gatunek typowy: Buceros rhinoceros Linnaeus, 1758.
- Homraius: epitet gatunkowy Buceros homrai Hodgson, 1832[a]; nepalska nazwa Homrāi dla dzioborożca wielkiego[12]. Nomen nudum.
- Platyceros: gr. πλατυς platus „szeroki”; κερας keras, κερως kerōs „róg”[12]. Gatunek typowy: Buceros hydrocorax Linnaeus, 1758; młodszy homonim Platyceros Wagner, 1844 (Mammalia).
- Platycorax: gr. πλατυς platus „szeroki”; κοραξ korax, κορακος korakos „kruk”, od κρωζω krōzō „krakać”[12]. Gatunek typowy: Buceros semigaleatus Tweeddale, 1878[b].

### Podział systematyczny
Do rodzaju należą następujące gatunki:
- Buceros hydrocorax Linnaeus, 1766 – dzioborożec rdzawogłowy
- Buceros bicornis Linnaeus, 1758 – dzioborożec wielki
- Buceros rhinoceros Linnaeus, 1758 – dzioborożec żałobny